# رود اوبشچریتسا
رود اوبشچریتسا (انگلیسی: Obshcheritsa) یک رودخانه در استان اریول کشور روسیه است.